# فیلیپ دامس
فیلیپ دامس (هلندی: Filip Daems؛ زادهٔ ۳۱ اکتبر ۱۹۷۸) بازیکن فوتبال اهل بلژیک بود.
از باشگاه‌هایی که در آن بازی کرده‌است می‌توان به باشگاه فوتبال وسترلو، باشگاه فوتبال بروسیا مونشن‌گلادباخ، باشگاه فوتبال لیرسه، و باشگاه ورزشی گنچلربیرلیغی اشاره کرد.
وی همچنین در تیم‌های ملی فوتبال زیر ۲۱ سال بلژیک و بلژیک بازی کرده‌است.